# Karl Kamper
| Odkryte planetoidy: 3 | Odkryte planetoidy: 3 |
| --------------------- | --------------------- |
| (2104) Toronto        | 15 sierpnia 1963      |
| (5571) Lesliegreen    | 1 czerwca 1978        |
| (30719) Isserstedt    | 13 września 1963      |

Karl Walter Kamper (ur. 20 kwietnia 1941 w Pittsburghu, zm. 2 lutego 1998) – amerykański astronom specjalizujący się w astrometrii i spektroskopii. Odkrywca trzech planetoid.